# Kalános
Kalános (szlovákul Kálnica) község Szlovákiában, a Trencséni kerületben, a Vágújhelyi járásban. Rozson- és Uraságikálnic egyesítésével jött létre.

## Fekvése
Vágújhelytől 7 km-re keletre fekszik.

## Története
1396-ban „Kabucza” alakban említik először. 1422-ben „Kalnicz”, 1436-ban „Kalnycha”, 1478-ban „Kalnicza” néven szerepel a korabeli forrásokban. A Kálniczy és Rozsoni családok birtoka, majd a beckói váruradalom része volt. 1598-ban 23 ház állt a településen. 1720-ban 34 adózója és szőlőskertje is volt. 1784-ben 58 házában 65 családban 410 lakos élt.
Rozsonkálnicnak 1598-ban 11 háza volt. 1784-ben 43 ház állt itt, 43 család lakott bennük 258 lakossal.
A 18. század végén Vályi András így ír róla: „KALNITZ. Tót falu Trentsén Várm. földes Ura B. Mednyánszky Uraság, lakosai katolikusok, fekszik Betzko Vár alatt, fél mértföldnyire, földgye termékeny, szőlös kertyei is vagynak.”
1828-ban 64 háza volt 641 lakossal; Rozsonkálnicon 1828-ban 38 házában 401 lakos élt. A két település a 19. század elején egyesült. Lakóik mezőgazdaságból, szőlőtermesztésből, állattartásból, szövésből éltek.
Fényes Elek 1851-ben kiadott geográfiai szótárában így ír a faluról: „Kálnicz, Trencsén m. tót falu, Beczkóhoz 1/2 óra; 228 kath., 443 evang., 22 zsidó lak. Két részre osztatik u. m. Beczkó-, és Rozson-Kálniczra, az elsőt a beczkói uradalom, a másikat többen birják. Ut. post. Trencsén.”
A trianoni békéig Trencsén vármegye Trencséni járásához tartozott.

## Népessége
| Év:            | 1994. | 2004.   | 2014.   | 2024.   |
| -------------- | ----- | ------- | ------- | ------- |
| Emberek száma: | 986   | 1047    | 1033    | 995     |
| Eltérés:       |       | +6,18 % | -1,33 % | -3,67 % |

| Év:            | 2023. | 2024.   |
| -------------- | ----- | ------- |
| Emberek száma: | 1006  | 995     |
| Eltérés:       |       | -1,09 % |

1910-ben 952, túlnyomórészt szlovák lakosa volt.
2001-ben 1003 lakosából 992 szlovák volt.
2011-ben 1031 lakosából 974 szlovák volt.

## Külső hivatkozások
- Hivatalos oldal
- Községinfó
- Kalános Szlovákia térképén
- E-obce.sk Archiválva 2008. szeptember 20-i dátummal a Wayback Machine-ben